# Slag bij Sentinum
De Slag bij Sentinum was een beslissinde veldslag in de Derde Samnitische Oorlog, uitgevochten in 295 v.Chr. nabij Sentinum (in de buurt van Sassoferrato, Marche), waarin de Romeinen in staat bleken om een coalitie van Samnieten, Etrusken, Umbriërs en hun Gallische bondgenoten te overwinnen. Het resultaat was een Romeinse overwinning en Rome ging verder in hun unificatie van centraal Italië.
Het Romeinse leger werden aangevoerd door consul Decius Mus en Fabius Maximus Rullianus en bereikte een omvang van ca. 38.000 man - 4 legioenen, een sterk contingent Romeinse cavalerie, 1000 geselecteerde cavaleristen uit Campania, 4 legioenen uit Latium en van bondgenoten en een sterk contingent van Latijnse en geallieerde cavalerie. Hun opponenten waren Samnieten en Galliërs, aangezien de Etrusken en de Umbiërs reeds teruggekeerd waren naar hun eigen territorium om dit te beschermen tegen een ander, kleiner, Romeins leger.
De twee legers, van vergelijkbare sterkte, arriveerden in de vlakte van Sentinum maar wachtten twee dagen voordat de veldslag begon. Uiteindelijk vielen de Romeinen aan, omdat ze niet in staat waren om de geestdrift bij de eigen troepen in bedwang te houden. Fabius stond tegenover de Samnieten; Decius tegenover de Galliërs. De Romeinse linie wankelde initieel onder de Gallische strijdwagens. Desalniettemin viel Decius toch de Galliërs aan. Ook al werd hij gedood, Decius' aanval inspireerde zijn mannen en zij hervatten de Romeinse linie. Fabius joeg de Samnieten op de vlucht en viel vervolgens de Galliërs in de flank aan, waarmee de slag gewonnen was. De Samnieten waren definitief uitgeschakeld als tegenstrevers van Rome. Alleen de Grieken in het zuiden van Italië bewaarden nog een volledige onafhankelijkheid.